# Code aster

## Présentation
Pour les articles homonymes, voir Aster.
code_aster est un logiciel libre de simulation numérique en mécanique des structures, développé principalement par le département Électrotechnique et mécanique des structures (ERMES) du service recherche et développement d'EDF.
ASTER signifie « Analyses des Structures et Thermomécanique pour des Études et des Recherches ». C'est un logiciel complexe, dont la réalisation a débuté en 1989, pour répondre aux besoins internes d'EDF. Il a été placé sous licence GNU GPL en octobre 2001. Le cœur du système est codé en Fortran, et de nombreux modules complémentaires sont réalisés en Python. Il comporte plus d'un million de lignes de code, de nombreux cas de tests, ainsi qu'une énorme documentation. Des versions stabilisées sont diffusées environ deux fois par an sous forme de paquet à compiler. Ces versions peuvent être mises à jour hebdomadairement vers la dernière version de développement.
C'est principalement un solveur, basé sur la théorie de la mécanique des milieux continus, qui utilise la méthode des éléments finis pour résoudre différents types de problèmes mécaniques, thermiques, acoustiques, sismiques, etc.
Son code source est librement téléchargeable depuis le site du projet, qui propose également le paquet Salome-Meca contenant les versions binaires officielles et universelles pour Linux. Certaines distributions Linux proposent aussi des paquets binaires. Plusieurs versions binaires pour Windows sont disponibles, avec presque les mêmes fonctionnalités que les versions sous Linux/Unix. Il existe aussi le LiveDVD CAE Linux spécialement consacré à la CAO et qui inclut Code_Aster.
En 2006, Code_Aster a été couronné par le Lutèce d'Or du meilleur projet Libre réalisé pour un grand groupe.

## Fonctionnalités
Code_Aster est un logiciel généraliste de simulation en mécanique et en calcul de structures. Outre les fonctions standards d'un logiciel de simulation en thermo-mécanique, Code_Aster intègre de nombreuses lois de comportement, méthodes d'éléments finis, types de chargements.
Le module Salome-Meca du logiciel open source Salome offre une interface graphique intuitive pour paramétrer une étude. Salome permet notamment de préparer la phase de conception assistée par ordinateur, le maillage et l'étude de Code_Aster en un seul logiciel par le biais de ses modules. L'interface graphique de Salome-Meca donne accès à une visualisation du maillage interactif, qui facilite, pendant la paramétrisation de l'étude, la configuration géométrique du système d'intérêt (affichage des groupes sur lesquels des contraintes mécaniques doivent être appliquées, ou des parties du maillage qui doivent être fixées...).

## Installation de Code_Aster
Le code est téléchargeable sur le site officiel pour installation sur Linux. La distribution Linux Debian propose aussi des paquets pour Code_Aster.